# Musikjahr 1783
Liste der Musikjahre

◄◄ | ◄ | 1779 | 1780 | 1781 | 1782 | Musikjahr 1783 | 1784 | 1785 | 1786 | 1787 | ► | ►►

Weitere Ereignisse
Dieser Artikel behandelt das Musikjahr 1783.

## Ereignisse
- In Wien lernt Wolfgang Amadeus Mozart um 1782/1783 den niederländischen Diplomaten Gottfried van Swieten kennen, einen ausgewiesenen Musikliebhaber und Präfekten der kaiserlichen Bibliothek, der heutigen Österreichischen Nationalbibliothek. Dieser macht ihn bei den regulären Sonntagskonzerten in van Swietens Räumen in der kaiserlichen Bibliothek mit den Manuskripten Johann Sebastian Bachs und Georg Friedrich Händels bekannt, die er in Berlin gesammelt hatte. Die Begegnung mit diesen Barockkomponisten macht einen tiefen Eindruck auf Mozart und hat großen Einfluss auf seine Kompositionen.
- 23. März: Wolfgang Amadeus Mozart gibt im Wiener Burgtheater in Gegenwart von Kaiser Joseph II. ein großes Akademie-Konzert, bei dem mehrere seiner Werke uraufgeführt werden, darunter seine 35. Sinfonie in D-Dur, „Haffner-Sinfonie“ (KV 385) und sein 13. Klavierkonzert in C-Dur (KV 415).
- 17. Juni: Raimund Leopold, das erste gemeinsame Kind von Constanze Mozart und Wolfgang Amadeus Mozart wird geboren, stirbt aber bereits am 19. August bei seiner Amme in Wien, während die Eltern in Salzburg weilen.
- 23. August: Die Pianistin Maria Anna Mozart, die Schwester von Wolfgang Amadeus Mozart, heiratet Johann Baptist Franz von Berchtold.
- 24. September: Das Bolschoi Kamenny Theater in Sankt Petersburg wird mit einer Aufführung von Giovanni Paisiellos Oper Il mondo della luna eröffnet.
- 04. November: Wolfgang Amadeus Mozarts 36. Sinfonie (Linzer Sinfonie) wird uraufgeführt.
- Wolfgang Amadeus Mozart beendet die Arbeit an der Großen Messe in c-Moll (KV 427).
- Der schottische Klavierbauer John Broadwood lässt sich in England seine Erfindung des Pedals zur Dämpfungsaufhebung patentieren.

### Opern und andere Bühnenwerke
- 20. Januar: Die Uraufführung des musikalischen Dramas Tancredi von Ignaz Holzbauer findet in München statt.
- Wolfgang Amadeus Mozart arbeitet an den Opern L’oca del Cairo (KV 422) und Lo sposo deluso ossia La rivalità di tre donne per un solo amante (KV 430), von denen jedoch nur Fragmente vorhanden sind.
- 28. April: 1783 erfolgte der Umzug der Comédie-Italienne vom Hôtel de Bourgogne in einen Neubau, der 2000 Zuschauern statt der bisherigen 1500 Platz bot. Zu diesem Anlass schrieb André-Ernest-Modeste Grétry Thalie au nouveau théâtre (Thalia im neuen Theater).
- 30. Oktober: Einer der größten Erfolge in der Geschichte der Pariser Oper wurde mit 506 Vorstellungen bis 1829 La caravane du Caire (Die Karawane von Kairo) von André-Ernest-Modeste Grétry, die in Fontainebleau uraufgeführt wurde. Die Handlung weist Ähnlichkeiten mit Mozarts im Jahr zuvor entstandener Oper Entführung aus dem Serail auf.
- Vincenzo Fabrizi – I tre gobbi rivali
- Vicente Martín y Soler: Vologeso (Oper nach einem Libretto von Apostolo Zeno); La Dora festeggiante (Vokalmusik); Cristiano II, re di Danimarca (Ballett); Piuttosto la morte che la schiavitù (Ballett).

### Kammermusik
- Ludwig van Beethoven – Trio für Klavier, Flöte und Fagott (WoO 37)
- Wolfgang Amadeus Mozart
  - Duo für Violine und Viola in G-Dur (KV 423)
  - Duo für Violine und Viola in B-Dur (KV 424)
  - Streichquartett in d-moll (KV 421/417b), 2. Haydn-Quartett
  - Streichquartett in Es-dur (KV 428), 3. Haydn-Quartett
  - Streichquartett „Jagd-Quartett“ in B-dur (KV 458), 4. Haydn-Quartett
  - Streichquartett „Dissonanzen-Quartett“ in C-Dur (KV 465), 6. Haydn-Quartett

### Kirchenmusik
- Luigi Boccherini – Villancicos al Nacimiento de Ntro Senor Jesu-Christo (G. 539)
- Michael Haydn – Alleluja! Laudate Pueri, Graduale in festo SS. Innocentium, die Dominica (MH 342)
- Samuel Wesley – Magnificat

### Klaviermusik
- Ludwig van Beethoven – Klaviersonaten in Es-Dur, F-Dur und D-Dur, „Kurfuerstensonaten“ (WoO 47)

- Wolfgang Amadeus Mozart
  - Sonate Nr. 10 C-Dur KV 330
  - Sonate Nr. 11 A-Dur KV 331
  - Sonate Nr. 13 B-Dur KV 333

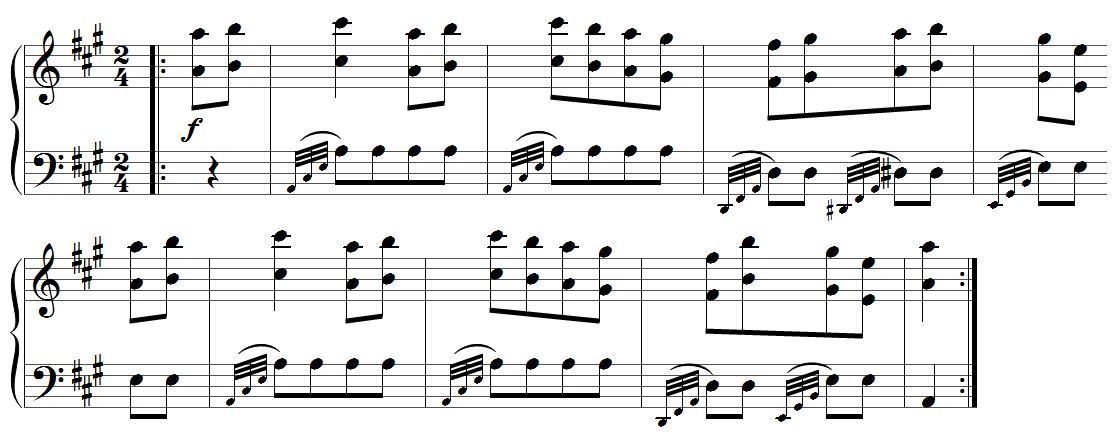
Ein Teil des Rondos "Alla Turca" aus der Klaviersonate Nr. 11 in A-Dur KV 331 von Wolfgang Amadeus Mozart

  - Sechs Variationen über die Arie Salve tu, Domine aus der Oper I filosofi immaginarii von Giovanni Paisiello (KV 398)
  - Fuge c-Moll für 2 Klaviere (KV 426)

### Orchestermusik
- Carl Ditters von Dittersdorf – Sechs Sinfonien nach Ovids Metamorphosen
- Joseph Haydn – Cellokonzert in D-Dur (Hob. VIIb:2)
- Michael Haydn – Sinfonie in Es-Dur
- Wolfgang Amadeus Mozart
  - Sinfonie Nr. 36 in C-Dur, „Linzer“ Sinfonie (KV 425)
  - Sinfonie Nr. 37 in G-Dur (KV 444), wahrscheinlich November 1783
  - Hornkonzert in Es-Dur (KV 417)
  - Divertimenti Nr. 1 bis 5 B-Dur (KV 229/439b), 1783–1785
- Giovanni Battista Viotti – Klavierkonzert Nr. 7 in G-Dur

### Vokalmusik
- André-Ernest-Modeste Grétry – Anakreontische Ode Le marché de Cythère (Savez-vous qu’il tient tous les jours)

### Populärmusik
- Robert Burns – „I had a horse, I had nae mair“, „The Rigs o’ Barley“ und andere Lieder

## Geboren

### Geburtsdatum gesichert
- 12. Januar: Erik Gustaf Geijer, schwedischer Schriftsteller und Komponist († 1847)
- 20. Januar: Friedrich Dotzauer, deutscher Cellist und Komponist († 1860)
- 24. Januar: Theodor Kniewel, deutscher Lehrer, Chorleiter und lutherischer Pfarrer († 1859)
- 26. Januar: Helmina von Chézy, deutsche Journalistin, Dichterin und Librettistin († 1856)
- 15. Februar: Johann Nepomuk von Poißl, deutscher Komponist und Intendant († 1865)
- 08. März: Gottfried Wilhelm Fink, deutscher Komponist, evangelischer Theologe und Dichter († 1846)
- 26. März: Johann Baptist Weigl, deutscher Geistlicher, Theologe, Mathematiker und Komponist († 1852)
- 29. Juni: August Alexander Klengel, deutscher Pianist, Organist und Komponist († 1852)
- 01. November: Adolph Bargiel, deutscher Klavier- und Gesangspädagoge und Violinist († 1841)
- 01. November: Johann Christoph Hilf, deutscher Musiker († 1885)
- 16. Dezember: Georg Karl Wisner von Morgenstern, kroatischer Komponist, Dirigent und Musikpädagoge († 1855)

### Genaues Geburtsdatum unbekannt
- Christine Leibnitz, deutsche Theaterschauspielerin und Opernsängerin († 1839)

### Geboren vor 1783
- Simon Hölzl, österreichischer Orgelbauer († 1868)

## Gestorben

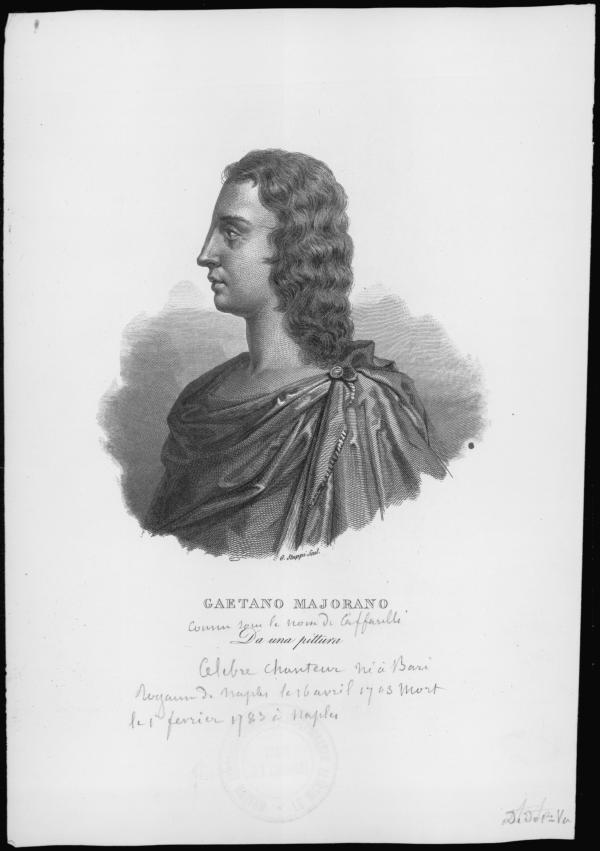
Caffarelli; † 31. Januar

- 05. Januar: Friedrich Wilhelm Riedt, deutscher Flötist, Komponist und Musiktheoretiker (* 1710)
- 14. Januar: Giacomo Cervetto, italienischer Cellist und Komponist (* um 1692)
- 20. Januar: Porporino, deutsch-italienischer Kastrat (* 1719)
- 31. Januar: Caffarelli, italienischer Opernsänger (* 1710)
- 31. Januar: Michele Stratico, italienischer Violinist und Komponist (* 1728)

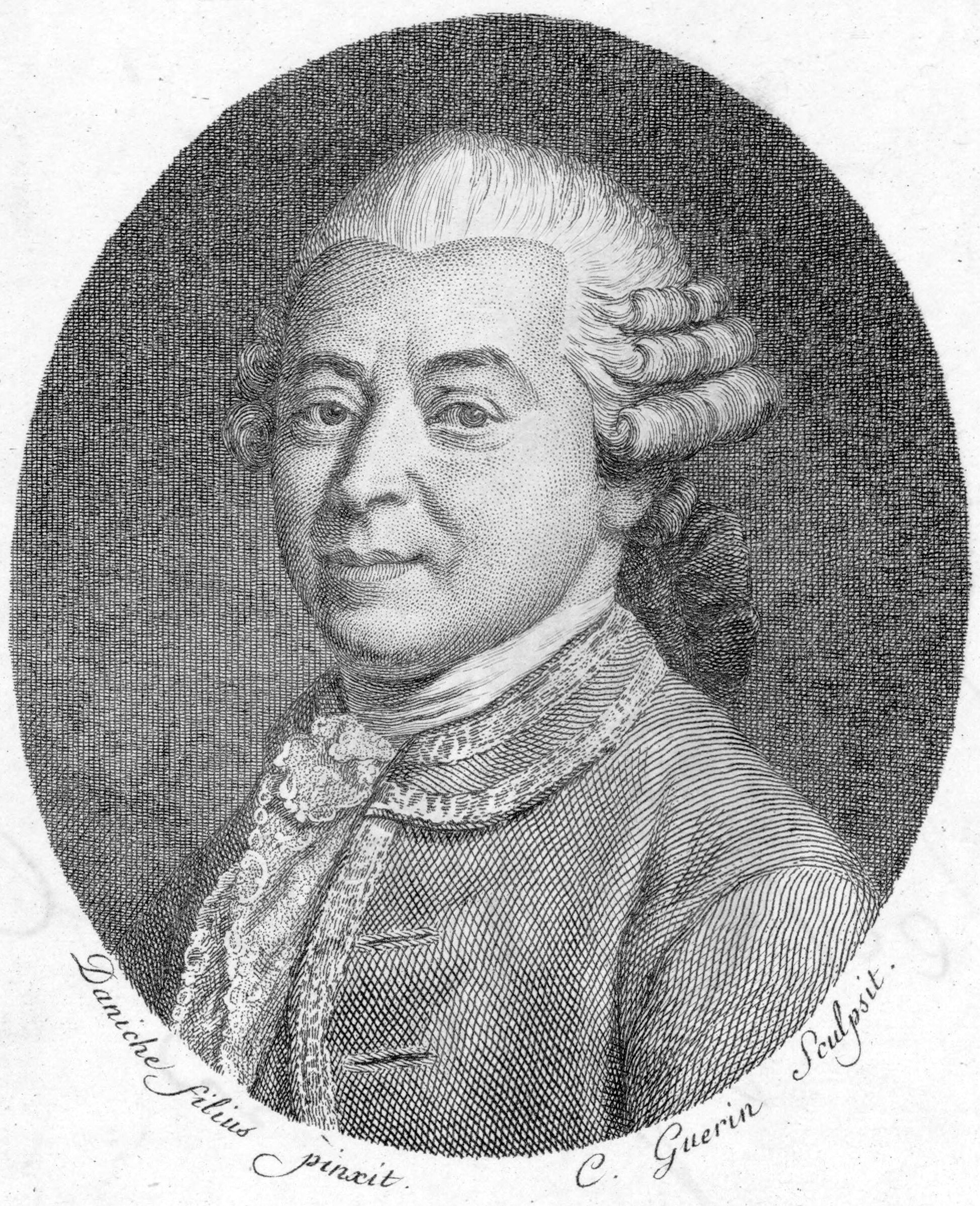
Johann Andreas Silbermann; † 11. Februar

- 10. Februar: James Nares, englischer Komponist und Organist (* 1715)
- 11. Februar: Johann Andreas Silbermann, elsässischer Orgelbauer (* 1712)
- 01. März: Thomas Lowe, britischer Tenor (* 1719)
- 07. März: Johann Wendelin Glaser, deutscher Kirchenmusiker (* 1713)
- 13. März: Johannes Hahn, deutscher Orgelbauer (* 1712)
- 23. März: Gaspard Fritz, Schweizer Geiger und Komponist (* 1716)
- 06. April: Gottlieb Scholtze, deutscher Orgelbauer (* 1713)
- 07. April: Franz Johann Habermann, böhmischer Musiker und Komponist (* 1706)
- 07. April: Ignaz Holzbauer, österreichischer Komponist (* 1711)
- 04. Mai: Franz Andreas Holly, böhmischer Komponist (* 1747)
- 11. Mai: Juliane Reichardt, deutsche Sängerin und Komponistin (* 1752)
- 14. Mai: Balthasar Freiwiß, deutscher Orgelbauer (* 1710)
- 18. Mai: Lucrezia Agujari, italienische Opernsängerin der Stimmlage Sopran (* 1743)

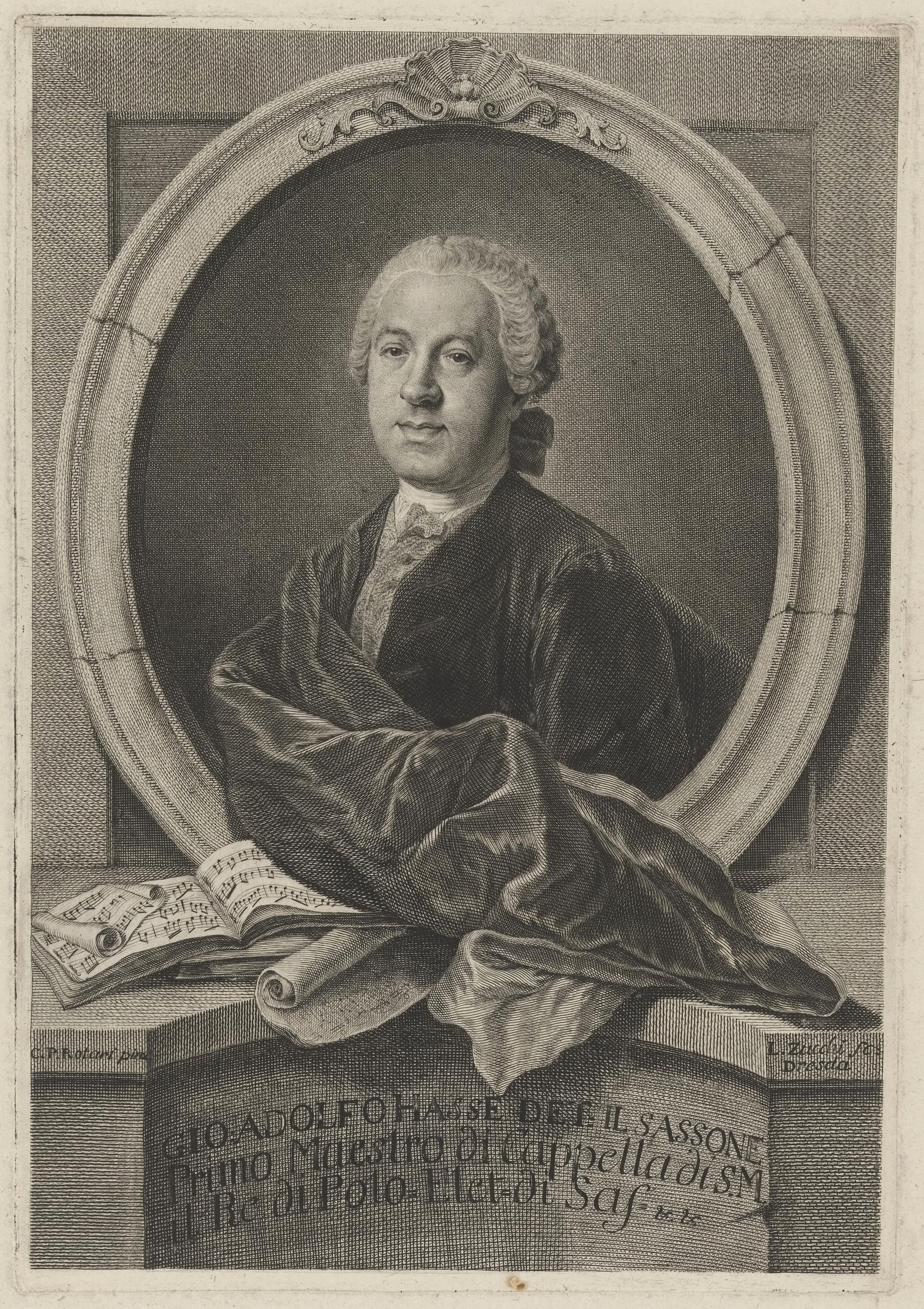
Johann Adolf Hasse; getauft 25. Dezember

- 20. Mai: Johann Heinrich Bach, deutscher Musiker, Organist und Komponist (* 1707)
- 20. Juni: Juliane Caroline Koch, deutsche Opernsängerin (Sopran) und Pianistin (* 1758)
- 20. Juli: Philipp Heinrich Hasenmeyer, deutscher Orgelbauer (* 1700)
- 27. Juli: Johann Philipp Kirnberger, deutscher Musiktheoretiker und Komponist (* 1721)
- 05. August: Johann Heinrich Breul, deutscher Komponist, Geiger, Organist und Musikdirektor (* 1734)
- 07. September: Alexander Onissimowitsch Ablessimow, russischer Opernlibrettist, Dichter, Dramatiker und Journalist (* 1742)
- 03. November: Charles Collé, französischer Dramatiker und Chansonnier (* 1709)
- 17. November: Johann Gottlieb Wiedner, deutscher Komponist und Organist (* 1714)
- 20. Dezember: Antonio Soler, spanischer Komponist (* 1729)
- 23. Dezember: Georges Küttinger, französischer Orgel- und Klavierbauer (* 1733)
- 25. Dezember (getauft): Johann Adolph Hasse, deutscher Komponist (* 1699)